# Miklós Lovas
Dans le nom hongrois Lovas Miklós, le nom de famille précède le prénom, mais cet article utilise l’ordre habituel en français Miklós Lovas, où le prénom précède le nom.
| (3103) Eger     | 20 janvier 1982  |
| (3579) Rockholt | 18 décembre 1977 |

Miklós Lovas, né le 7 juin 1931 et mort le 18 avril 2019, est un astronome hongrois.

## Biographie
Il a travaillé à l'observatoire Konkoly de 1964 à 1995.
Le Centre des planètes mineures le crédite de la découverte de deux astéroïdes, effectuée entre 1977 et 1982. Il a entre autres découvert deux comètes périodiques, 93P/Lovas et 184P/Lovas, et trois non périodiques, C/1974 F1 (Lovas), C/1976 U1 (Lovas) et C/1977 D1 (Lovas).
En 1959 il a observé l'impact de la sonde Luna 2 sur la surface de la Lune.
L'astéroïde (73511) Lovas est nommé en son honneur.